# Hrabstwo Weston
Hrabstwo Weston (ang. Weston County) – hrabstwo w stanie Wyoming w Stanach Zjednoczonych. Obszar całkowity hrabstwa obejmuje powierzchnię 2400,07 mil² (6216,15 km²). Według szacunków United States Census Bureau w roku 2009 miało 7009 mieszkańców. Jego siedzibą administracyjną jest Newcastle.
Hrabstwo powstało w 1890 roku. Jego nazwa pochodzi od nazwiska Johna Westona, którego działalność zaowocowała powstaniem linii kolejowej w tej części Wyoming.

## Miasta
- Newcastle
- Upton

## CDP
- Hill View Heights
- Osage